# Jasenovets
Jasenovets (Bulgaars: Ясеновец, Turks: Duştubak) is een dorp in het noordoosten van Bulgarije, gelegen in de gemeente Razgrad in oblast Razgrad. Het dorp ligt hemelsbreed ongeveer 9 km ten noordoosten van de stad Razgrad, 25 km ten zuidwesten van Isperich en 284 km ten noordoosten van de hoofdstad Sofia. 
Tot 1937 heette het dorp Doesjtoebak (Душтубак; Duştubak).  

## Bevolking
De bevolking van het dorp Jasenovets is de periode 1934-2019 relatief stabiel gebleven en schommelde tussen de 2.300 en 2.900 personen. Op 31 december 2019 werden er 2.350 inwoners geregistreerd. Hiermee is Jasenovets het op twee na grootste dorp in oblast Razgrad, alleen Djankovo en Brestovene zijn dichterbevolkt.
|  |

Van de 2.352 inwoners reageerden er 2.209 op de optionele volkstelling van 2011. Van deze 2.209 respondenten identificeerden 1.310 personen zichzelf als Bulgaarse Turken (59,3%), gevolgd door 766 etnische Roma (34,7%) en 133 ondefinieerbare respondenten (6%).
| Etniciteit   | Aantal | %     |
| ------------ | ------ | ----- |
| Bulgaren     | ...    | ...   |
| Turken       | 1310   | 59,3% |
| Roma         | 766    | 34,7% |
| Overig       | 82     | 3,7%  |
| Respondenten | 2209   |       |